# سیبرتافت
سیبرتافت (به انگلیسی: Sibbertoft) یک روستا و محله مدنی در بریتانیا است که در Daventry واقع شده‌است. سیبرتافت ۴۶۲ نفر جمعیت دارد.